# Frôlois
 Frôlois  ist eine französische Gemeinde mit 164 Einwohnern (Stand 1. Januar 2022) im Département Côte-d’Or in der Region Bourgogne-Franche-Comté; sie gehört zum Arrondissement Montbard und zum Kanton Montbard.

## Lage
Die Gemeinde liegt rund 25 Kilometer südöstlich von Montbard am Ufer des Flusses Vau.
Nachbargemeinden sind Darcey im Westen und Nordwesten, La Villeneuve-les-Convers und Poiseul-la-Ville-et-Laperrière im Norden, Billy-lès-Chanceaux im Nordosten, Chanceaux im Osten, Source-Seine im Südosten, Boux-sous-Salmaise im Süden, Thenissey im Südwesten sowie Gissey-sous-Flavigny und Corpoyer-la-Chapelle im Westen.

## Bevölkerungsentwicklung
| Jahr                       | 1962 | 1968 | 1975 | 1982 | 1990 | 1999 | 2008 | 2016 |
| Einwohner                  | 259  | 303  | 266  | 248  | 240  | 190  | 176  | 171  |
| Quellen: Cassini und INSEE |      |      |      |      |      |      |      |      |

## Sehenswürdigkeiten
- Burg Frôlois